# Приморская Шаранта
Приморская Шаранта (фр. Charente-Maritime) — департамент на западе Франции, один из департаментов региона Новая Аквитания. Порядковый номер 17. Административный центр — Ла-Рошель. Население — 640 803 человека (39-е место среди департаментов, данные 2010 года).

## География
Площадь территории — 6864 км². Через департамент протекает река Шаранта, Гаронна (её эстуарий — Жиронда — образует границу департамента на юге). На западе департамента, близ острова Олерон, традиционно разводят устриц (см. Марен-Олерон).

## История
В 4—3 тысячелетии на территории Приморской Шаранты существовала археологическая культура Пё-Ришар, характерными изделиями которой были антропоморфные сосуды с глазками.
Нижняя Шаранта (так назывался данный департамент до 4 сентября 1941 года) — один из первых 83 департаментов, созданных в марте 1790 года.

## Административное деление
Департамент включает 5 округов, 51 кантон и 472 коммуны.

### Округа департамента
- Жонзак
- Ла-Рошель
- Сен-Жан-д’Анжели
- Сент
- Рошфор

## Туризм
Благодаря мягкому климату, значительному архитектурному наследию и природной среде, оживленной и разнообразной культурной жизни, побережье и острова департамента Приморская Шаранта являются вторым по популярности туристическим направлением Франции.

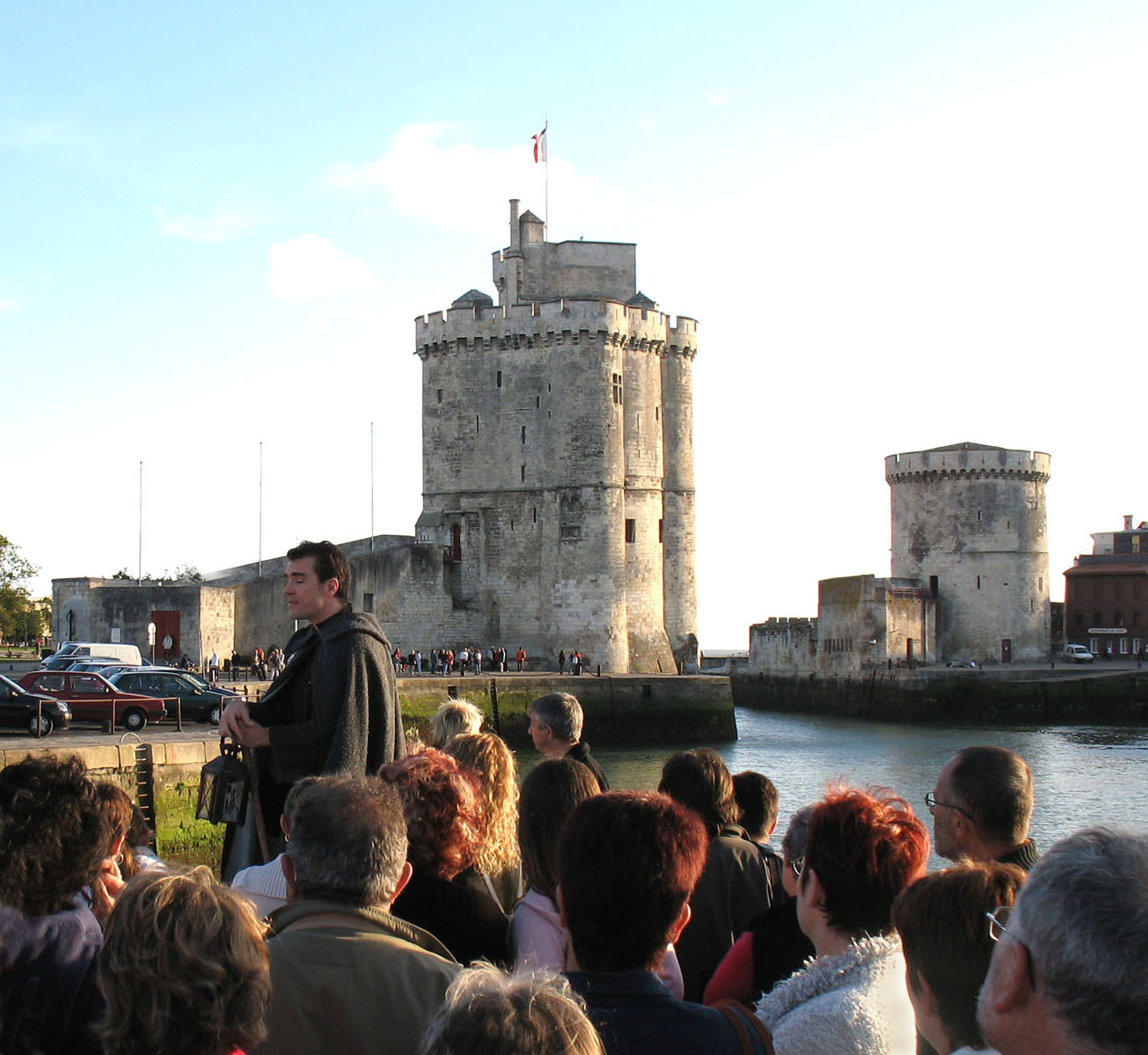
Ночной дозор в Ла-Рошели

Знаковыми местами Приморской Шаранты являются Старая гавань Ла-Рошели, город-крепость Бруаж, цитадель в Сен-Мартен-де-Ре (фр.), цитадель в Шато-д’Олерон (фр.), старые морские военные укрепления форт Бойяр, форт Лувуа (фр.), а также военно-морской арсенал XVII века в Рошфоре (фр.), бальнеологические курорты Руайан, Фура и Шателайон-Плаж и, конечно же, маленькие городки Тальмон-сюр-Жиронд, Морнак-сюр-Сёдр, Ла-Флот и Арс-ан-Ре, некоторые из которых включены в официальный список «Самые красивые деревни Франции». И, наконец, города Сент, Рошфор и Руайан включены в официальный список французских «Городов искусств и истории» благодаря высокой концентрации исторических памятников в двух первых городах и архитектуре 1950-х годов в последнем.
Несколько объектов департамента внесены в список Всемирного наследия ЮНЕСКО — цитадель в Сен-Мартен-де-Ре, Базилика Святого Евтропия в Сенте (фр.), Больница паломников в Поне (фр.) и Церковь Святого Петра в Ольне (фр.).
На территории департамента находится очень много церквей, в большинстве своем романских, как аббатство Соблансо (фр.), и в некоторых случаях готических, к примеру, церковь в Марен, а также большое количество замков, некоторые из них открыты для посещения туристами, к примеру Ла Рош-Курбон, Ла-Гатодьер (фр.) и замок Дампьер-сюр-Бутон (фр.). В департаменте имеется большое число музеев и музеев под открытым небом, посвященных разнообразной тематике.
В департаменте также находится более 15 природных парков, среди которых Болота Пуату-Шаранты (фр.), которые также раскинулись и на территории соседних департаментов, орнитологический Природный заповедник Маре-д'Ив (фр.).

## Галерея

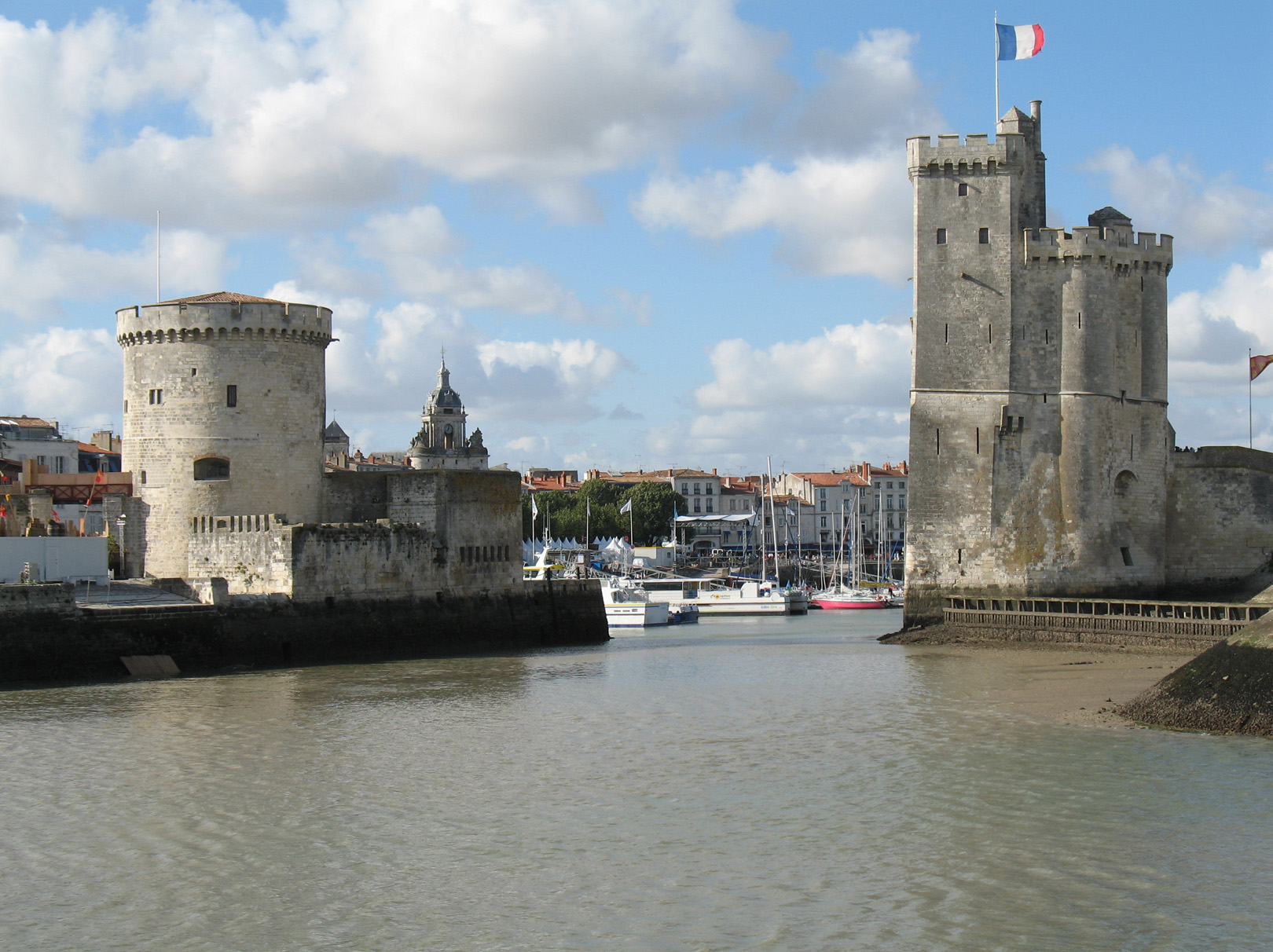
Старая Гавань в Ла-Рошель
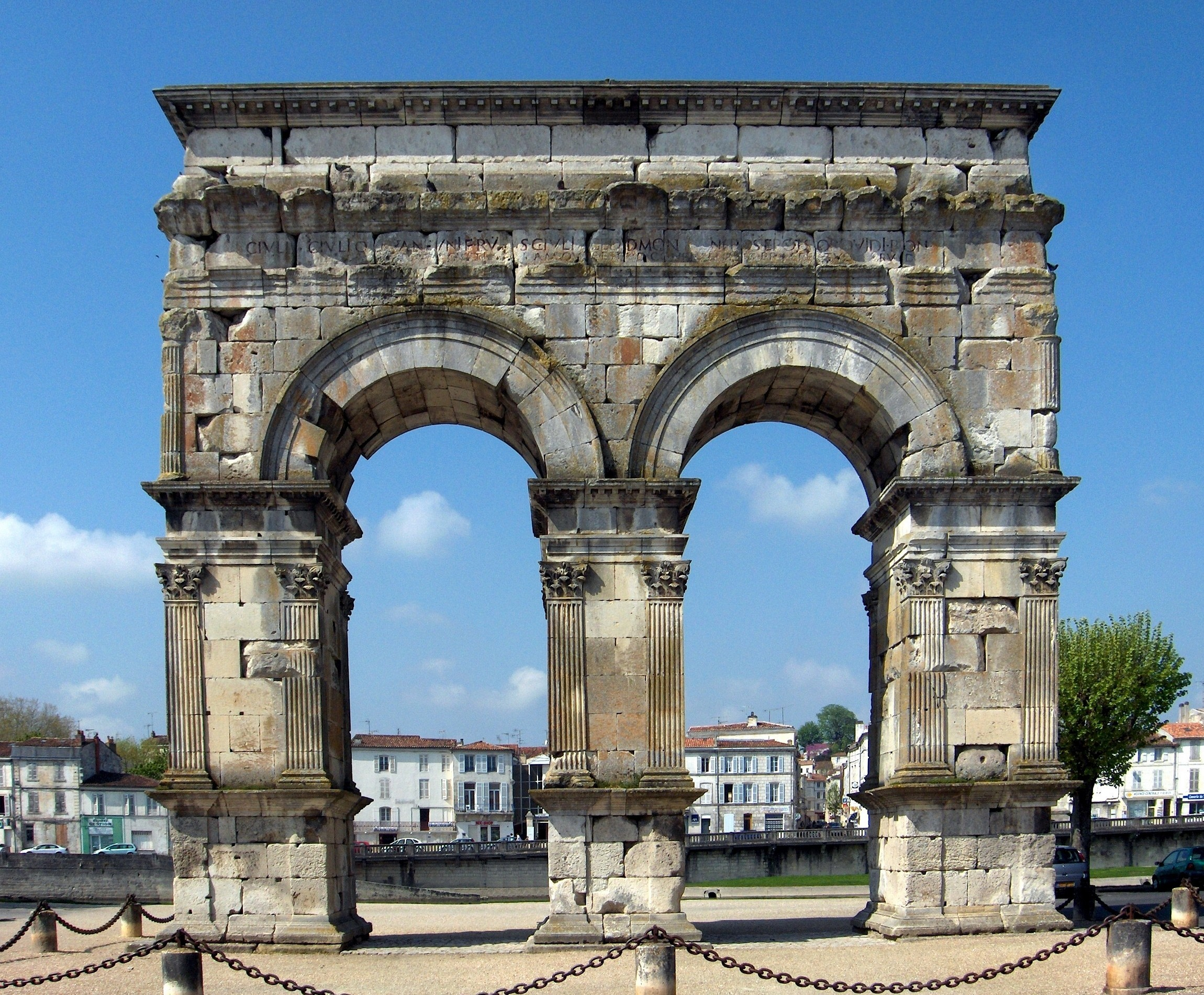
Сент
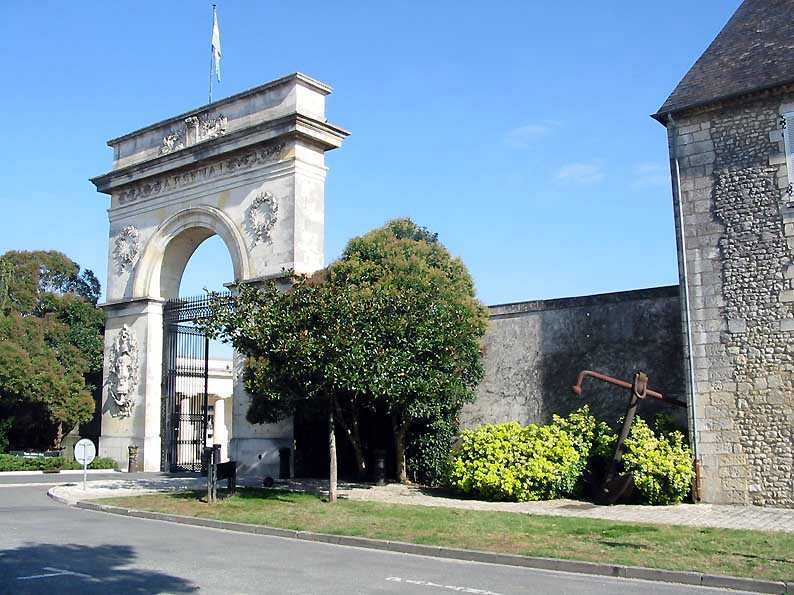
Рошфор
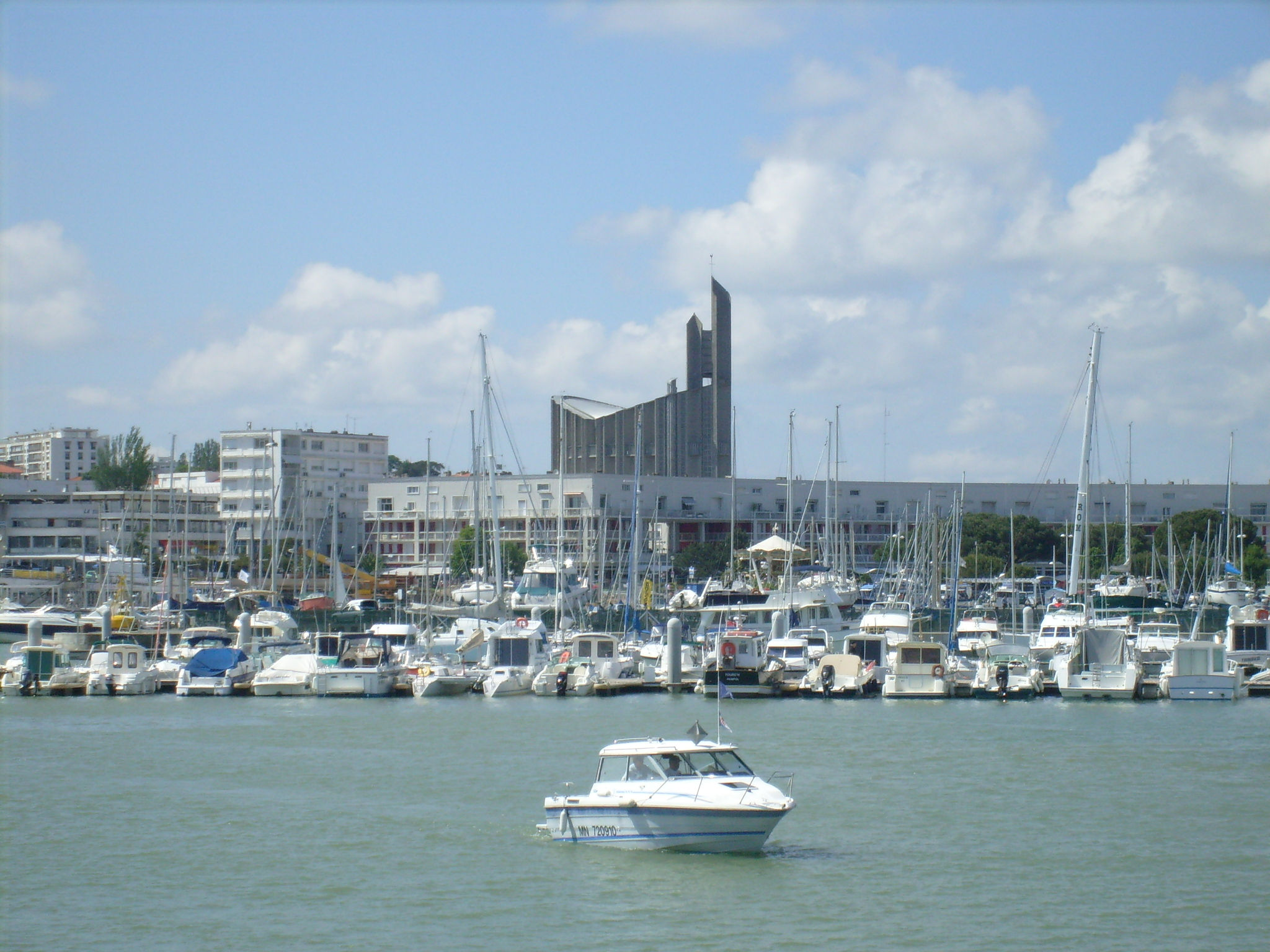
Порт Руайана
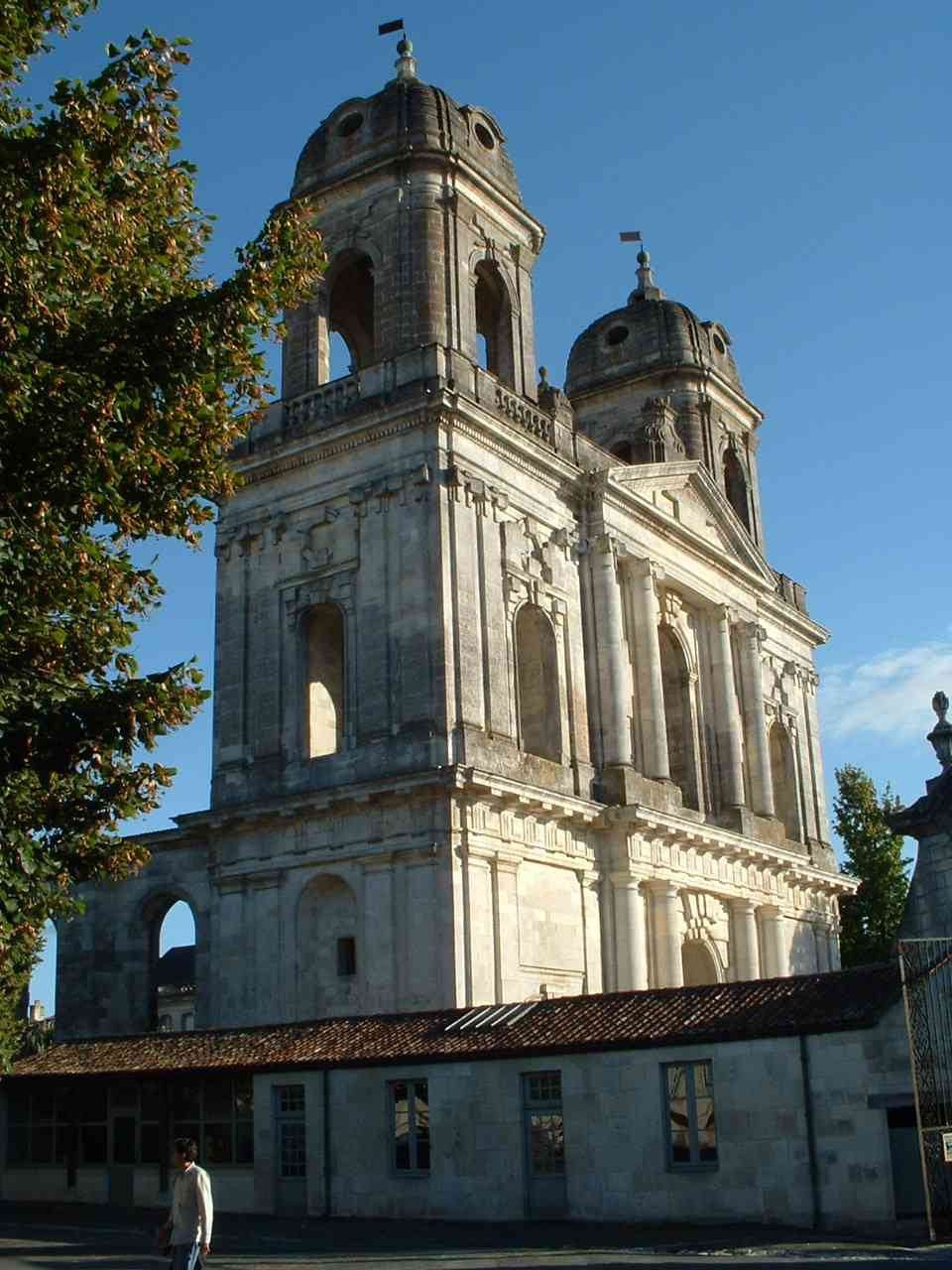
Сен-Жан-д’Анжели
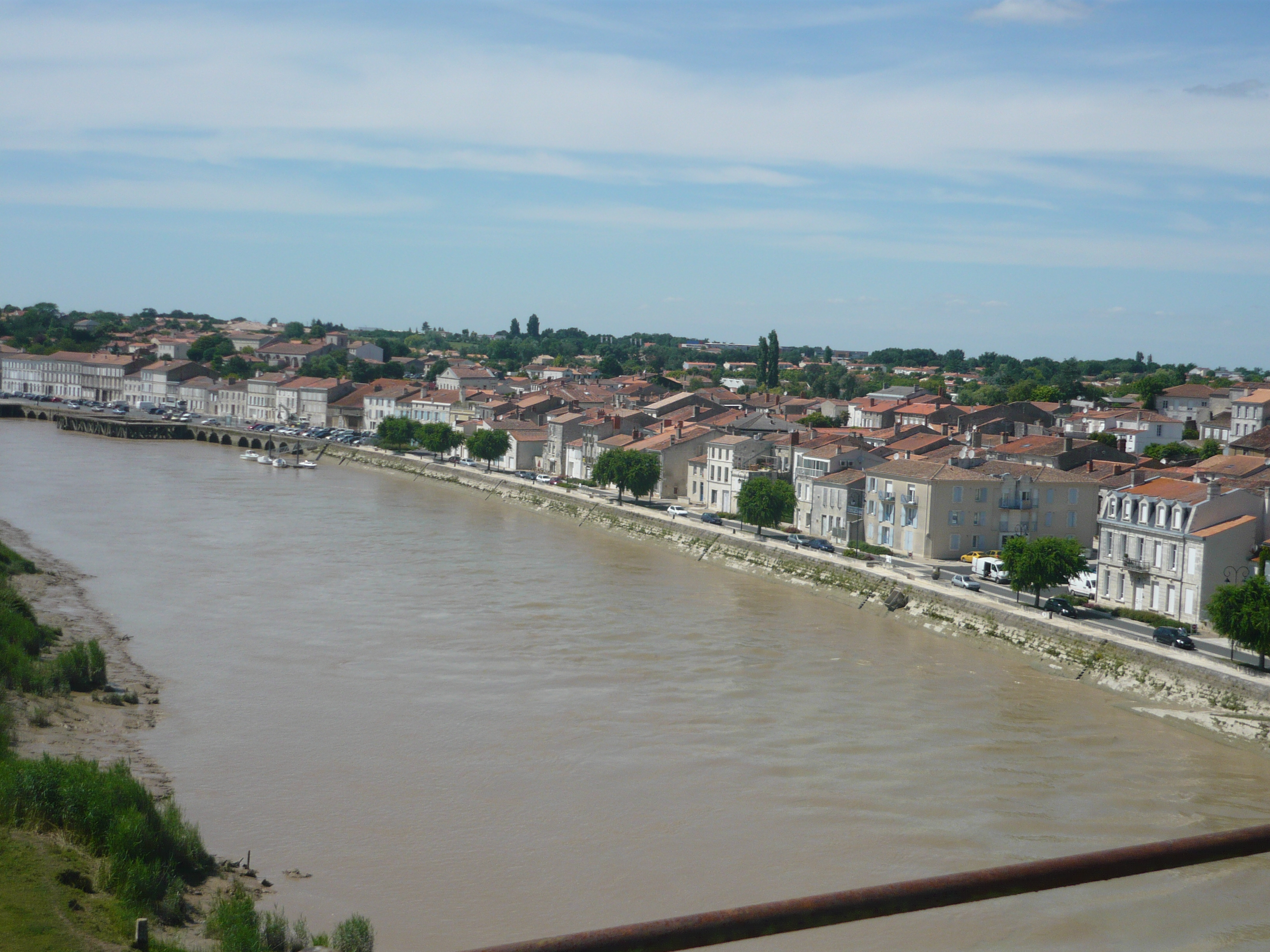
Тонне-Шарант
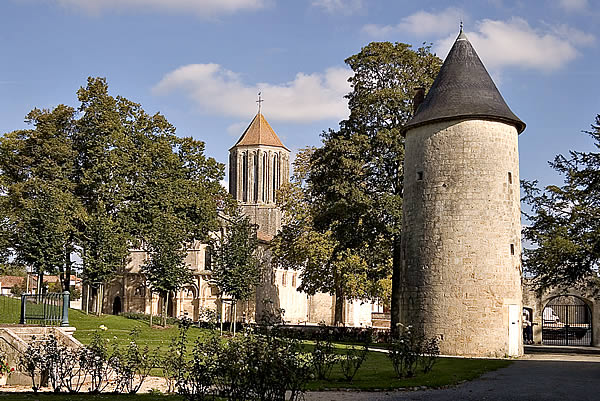
Сюржер
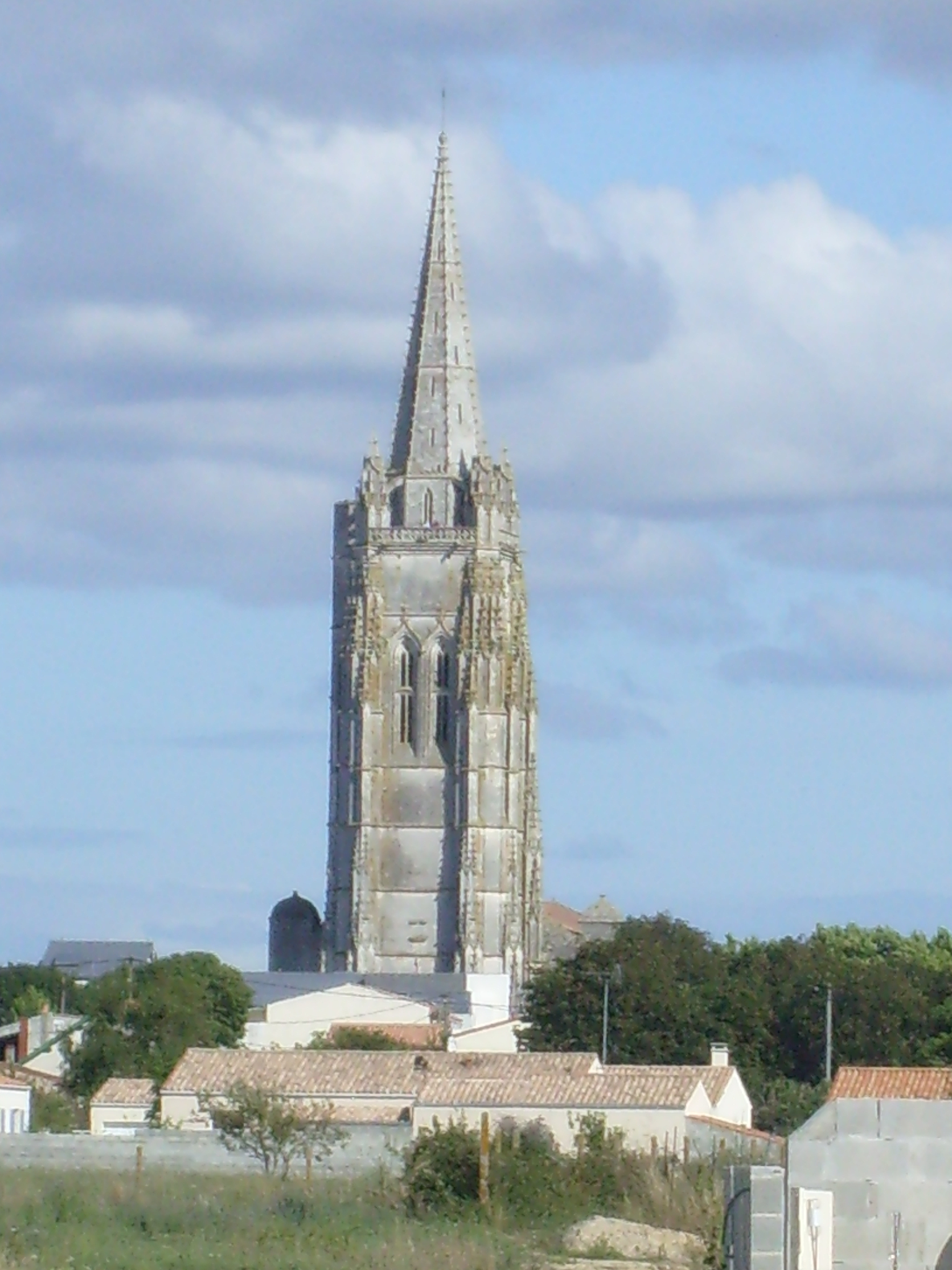
Марен
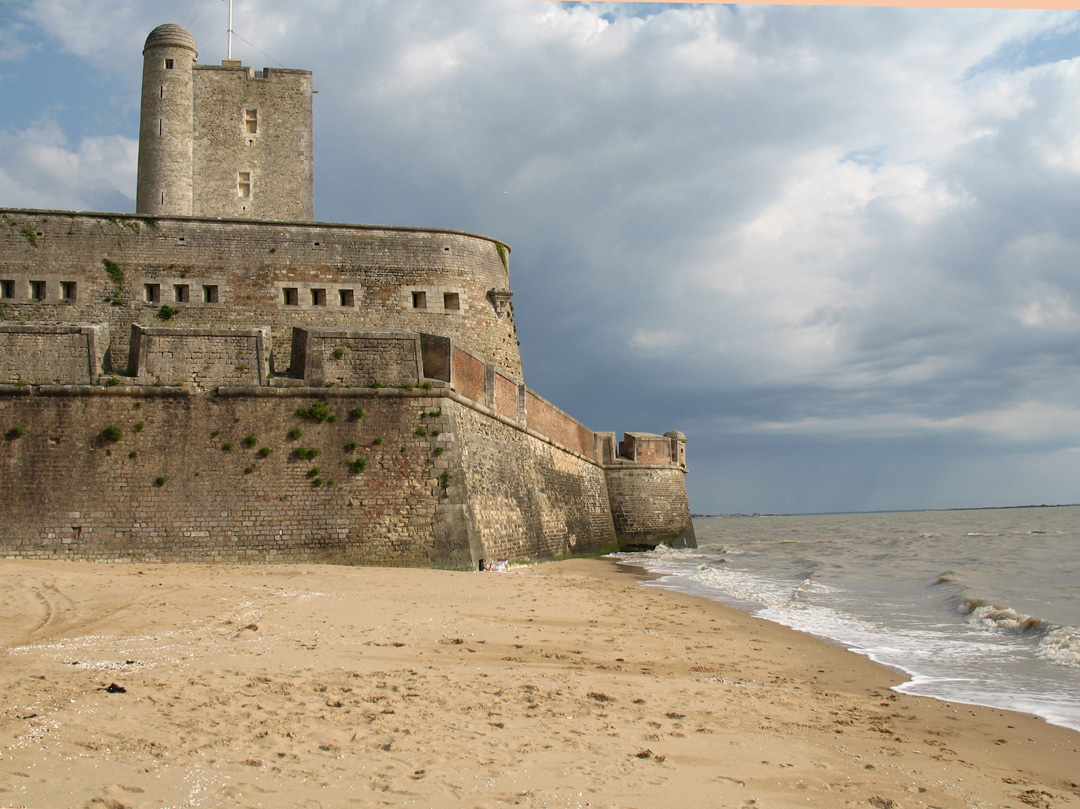
Фура
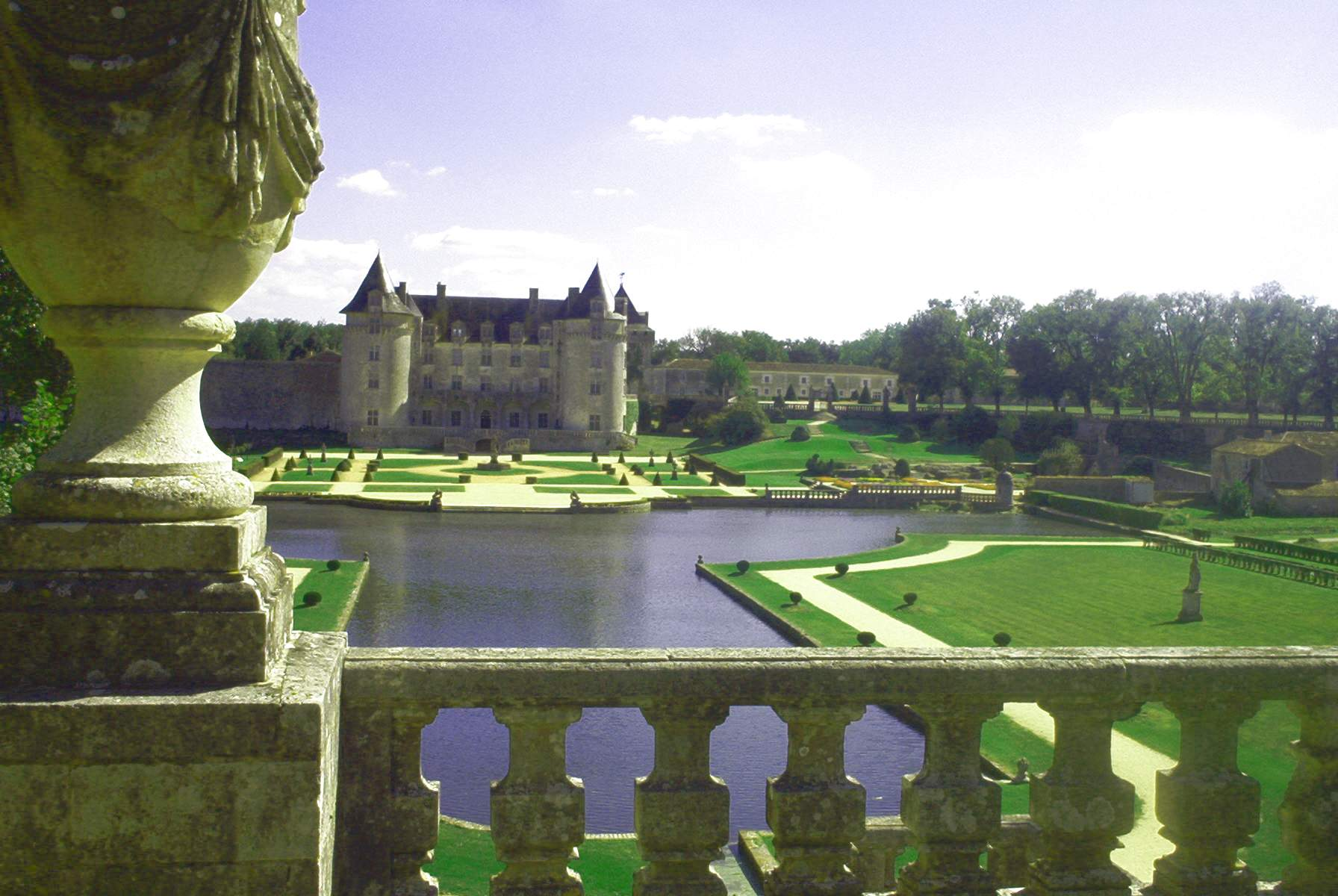
Замок Ла Рош-Курбон
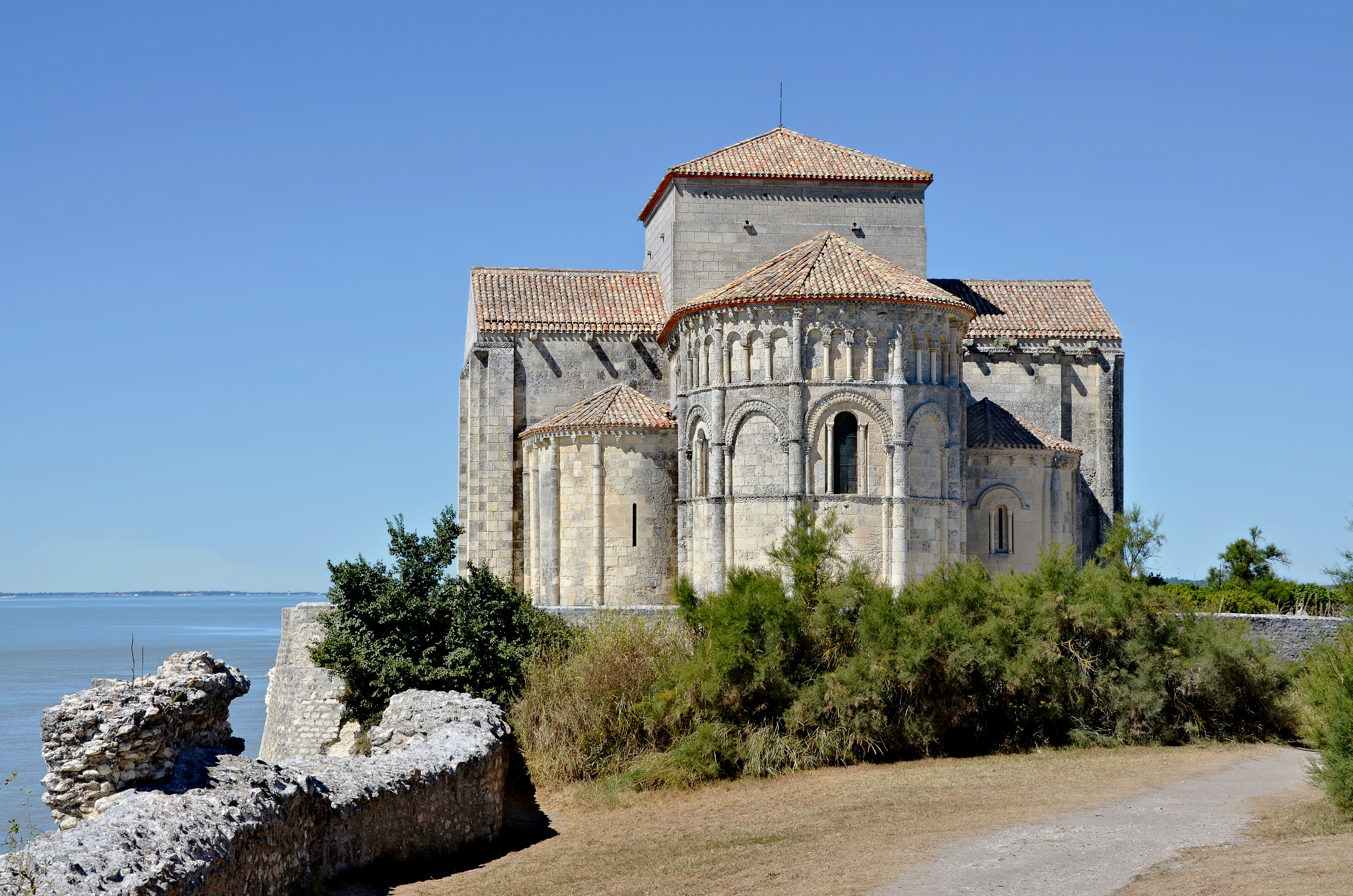
Церковь святой Радегунды в Тальмон-сюр-Жиронд
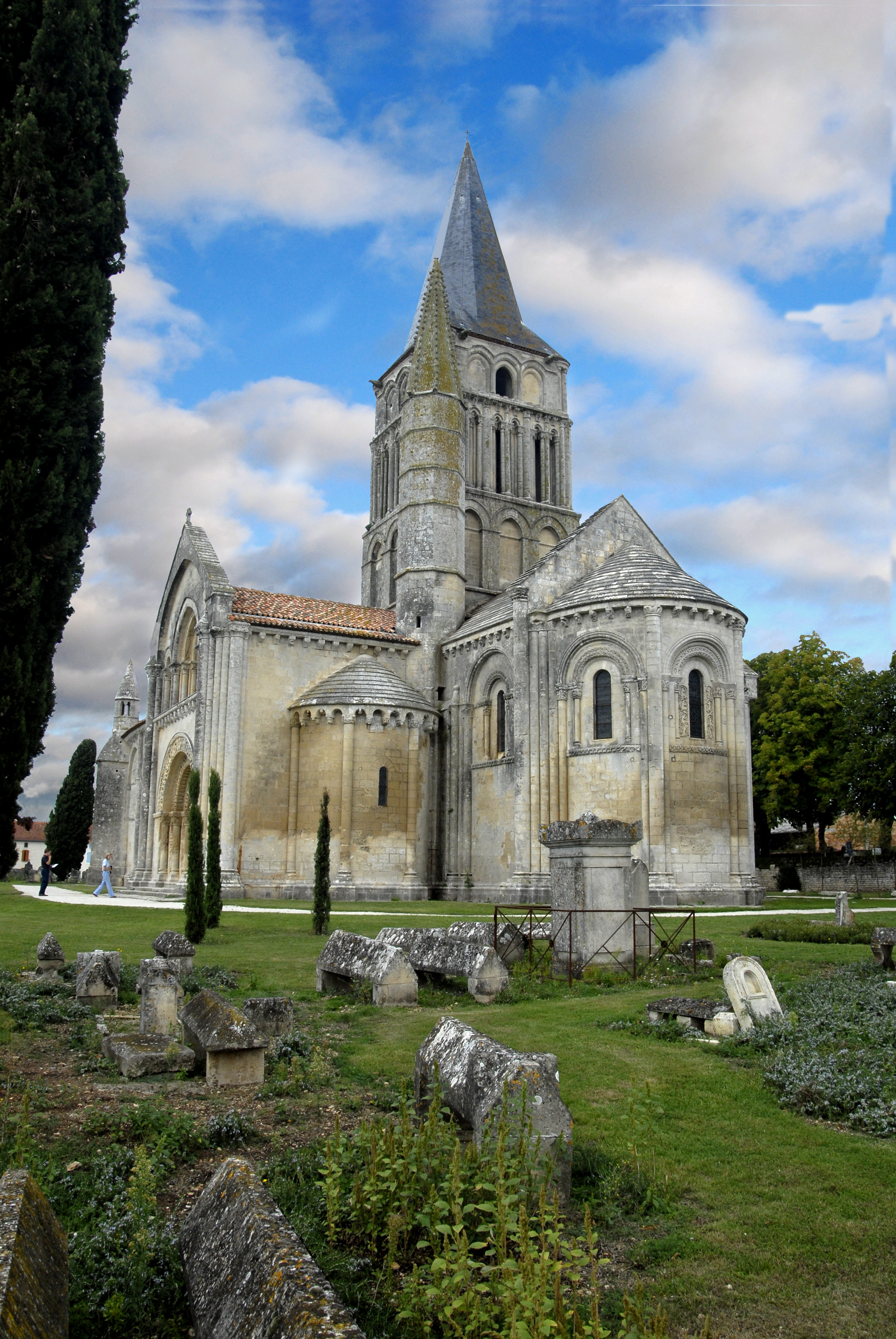
Церковь в Ольне